# Mrówka smętnica
Mrówka smętnica (Formica lugubris) – gatunek mrówki z podrodziny Formicinae.
Gatunek borealno-górski, występujący w lasach iglastych. W Polsce znany tylko z 3 stanowisk: Gór Bystrzyckich, Borów Tucholskich i okolic Szczecina. W Polskiej czerwonej księdze zwierząt umieszczony jako narażony na wyginięcie (VU). W Polsce gatunek ten objęty jest częściową ochroną gatunkową. Głównym zagrożeniem dla gatunku jest gospodarka leśna.
Podobnie jak pozostałe mrówki rudnice budują w lasach iglastych kopce z igliwia i patyków. Mrowiska często umieszczone są pod drzewami tak aby przez część dnia wystawione było na promieniowanie słoneczne.

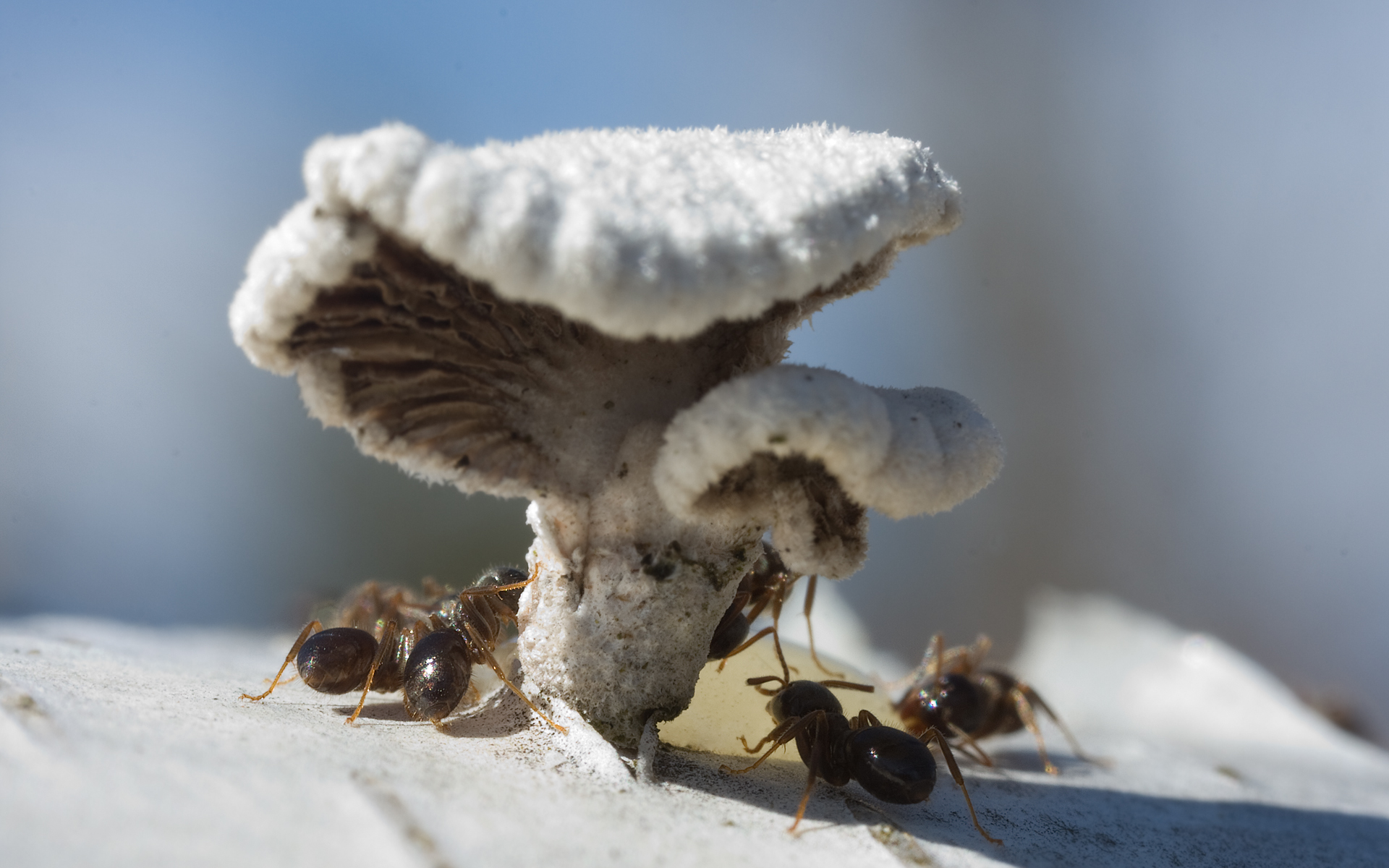
Robotnice